# Dino Linardi
Dino Linardi (Belo Horizonte, 23 de maio de 1982) é um guitarrista, cantor e compositor brasileiro.
Atualmente em projeto-solo, guitarrista e vocalista autodidata, Dino Linardi faz shows singulares. Cada apresentação é única. Presente na cena autoral desde 2002, é um compositor nato. Letras lúdicas com mensagens, batidas intensas, riffs hipnóticos e vigorosos costuram o blues e mostram que seu Rock moderno é forte e enérgico como nas origens, mas também pode ser dançante e suave como veludo. Com a energia de sua guitarra, voz e performance, o clima é de excelente música, o palco é personalizado e pairam boas vibrações. rock, blues, Groove e experimentações embalam a originalidade de seu som. 
Dino foi vocalista da consagrada banda Golpe de Estado (ao lado de Hélcio Aguirra, Nelson Brito e Roby Pontes). Com a banda lançou o "oitavo" disco, "Direto do Fronte" (com participação de Dinho Ouro Preto na faixa "Rockstar", de autoria de Dino Linardi), gravado no renomado estúdio Mosh em São Paulo. Além disso, integrou também o Projeto de blues-rock intitulado “JUX” ao lado dos renomados nomes do Blues nacional, os guitarristas Celso Blues Boy e Big Joe Manfra.
Dino apresenta-se em trio tocando suas músicas autorais em meio a versões "groovadas" e “roqueiras” de Freddie King, Albert King, Jimi Hendrix, Celso Blues Boy (com quem possuía o projeto JUX), Roberto Carlos, Stevie Ray Vaughan, Beatles, Stevie Wonder, Bob Dylan, Lô Borges, Jeff Beck entre outros. O artista costuma levar os equipamentos em acrílico que constrói (amplis, bateria, guitarra, etc.), além de um palco personalizado com luzes e panos coloridos. Com muita personalidade, unindo o "antigo" ao "novo", o artista gosta de equipamentos diferenciados e tem preferência por guitarras antigas e amplificadores valvulados. Sendo assim, mantém o ar "vintage" às suas apresentações.
A história de Dino começa cedo, aos 7 anos de idade, apresentando-se em festas infantis de seu colégio. Ainda cursando a faculdade de artes, aos 19 anos fundou a banda independente Johnny Brechó com a qual seguiu até o final de 2010, com dois CD´s independentes lançados além de alguns singles, completando 8 anos de estrada. Em 2008 conhece o maior bluesman brasileiro, Celso Blues Boy, com quem cria forte e intensa amizade, e na sequência grava um disco (não lançado) com o mesmo por meio do projeto JUX, juntamente com o guitarrista Big Joe Manfra, acompanhados por Fábio Mesquita no baixo e Márcio Saraiva na bateria. A amizade com Celso Blues Boy ainda rendeu parceria em 14 canções inéditas (devidamente registradas), compostas em visitas de Dino ao músico que residia em Joinville (essas músicas infelizmente não puderam ser registradas em estúdio por conta do falecimento precoce do famoso bluesman em 2012).
Em 2010, ainda com a banda Johnny Brechó, Dino é chamado para integrar a consagrada banda paulistana Golpe de Estado, famosa por canções como "Noite de Balada", "Paixão", "Nem Polícia, Nem Bandido", "Caso Sério", entre outras, além de dividir o palco com os internacionais Deep Purple, Jethro Tull e Nazareth em palcos como Pacaembu, Olympia, Ginásio do Ibirapuera, entre outros. No ano seguinte, ao lado do guitarrista Hélcio Aguirra, do baixista Nelson Brito e do baterista Roby Pontes, Dino grava o "oitavo" disco da banda Golpe de Estado no estúdio Mosh em São Paulo (O disco intitulado "Direto do Fronte" é lançado em Setembro de 2012).
Em 2011 Dino inicia seu projeto-solo juntamente com os conceitos sonoros e visuais que sempre aplicou à banda Johnny Brechó. Natural de Belo Horizonte-MG, tem influências que vão do Blues e do Rock de Freddie King e Albert King à Jimi Hendrix, Stevie Ray Vaughan e Celso Blues Boy, passando pelo som mágico do Clube da Esquina (justificando sua "mineridade") e o groove de Roberto Carlos na fase 70. Além de músico, tbm é artista-gráfico. É fundador dos grupos de arte urbana, "Projeto Rock The Arts!" em 2009 e "Projeto Bloo" em 2015, ambos reunindo diversas vertentes de arte em apresentações coletivas, promovendo assim interação artística.
Dino já se apresentou em palcos como o CitiBank Hall, Coca-Cola Music Fest (Belo Horizonte), Teatro Odisseia e Rock na Areia (Rio de Janeiro), Virada Cultural SP, SESC´s e Centro Cultural São Paulo entre outros. Já foi destaque no site Trama Virtual, MySpace, apresentou-se nos programas Jornal da TV Record (Heródoto Barbeiro), Todo Seu (Ronnie Von) e Papo de Amigos (Amanda Françoso) na TV Gazeta, entre outros. Teve entrevistas veiculadas em emissoras como: TV Cultura, TV Record, Play TV e Rede Minas, jornais e guias como Folha de S.Paulo, O Estado de S. Paulo, Jornal da Tarde entre outros. Além de músicas executadas em rádios como Oi FM, Rádio 107,3 (antiga Brasil 2000), Kiss FM e Rádio Record.”